# Боговитинович, Богуш Михаил
Бо́гуш Михаил Боговитинович (ум. 1530) — государственный деятель и дипломат Великого княжества Литовского. Писарь великий (1508—1509, 1509—1520), подскарбий земский (1509, 1520—1530), маршалок господарский (с 1510), наместник жижморский (1508—1509), каменецкий (с 1518), слонимский (с 1522), городничий трокский (1506—1507).

## Биография
Представитель могущественного волынского рода Боговитинов. Сын Богуша Боговитиновича, наместника перелайского и писаря канцелярии великого князя литовского Александра Ягеллончика.
В правление Сигизмунда I Старого Богуш Боговитинович стал одним из самых известных чиновников Великого княжества Литовского. Деятельный дипломат и хозяйственник имел дружески отношения с польскими политиками.
Начало карьеры и увеличение поместий связан с репрессиями против участников мятежа князя Михаила Львовича Глинского. В 1508 году Богуш Боговитинович стал писарем литовским, король передал ему двор Глинского в Пунском повете, а взамен должности трокского городничего предоставил наместничество жижморское.
В октябре-ноябре 1509 года Богуш Михаил Боговитинович был назначен временным подскарбием земским после опалы Фёдора Богдановича Хрептовича, участвовавшего в восстании Глинских. В 1509 году, вопреки рады ВКЛ, вместе с другими литовскими вельможами участвовал в походе польской армии на Молдавию. В том же году был отправлен послом в Москву.
С 1511 года — маршалок господарский. Весной 1520 года был назначен подскарбием земским после смерти Абраама Езофовича. Король, не доверявший магнатам, поручил ему руководство финансами. В 1520 году на виленском сейме Богуш Боговитинович и Иван Ильинич представляли короля Сигизмунда Старого, затем в месте с Иваном Костевичем ездил с посольством в Москву.
В 1513 году Богуш Боговитинович вместе с братьями получил великокняжеское подтверждение на имения, которыми владели их предки при великих князьях литовских Витовте и Казимире Ягеллончике. Владел имениями в Трокском, Слонимском, Берестейском поветах, Подляшье и Волыни.
В 1522 году воевода полоцкий Петр Кишка и писарь Богуш Боговитинович возглавляли литовское посольство в Москву. На военной переписи 1528 года выставил 64 вооруженных всадников.
12 ноября 1529 году Богуш Боговитинович написал завещание. Скончался в 1530 году, оставив после себя значительные имения.

## Семья и дети
Жена — Федора Андреевна Сангушко, дочь князя Андрея Александровича Сангушко (ум. 1534) и Ксении-Марии Ивановны Острожской, племянница гетмана великого литовского Константина Ивановича Острожского. Их дети:
- Анна, жена воеводы сандомирского и краковского Станислава Гавриила Тенчинского (ум. 1561), из-за чего в 1538 году возник спор между литовцами и поляками
- Федора (Теодора), 1-й муж с 1544 года князь Семён (Фридрих) Пронский (ум. 1555), 2-й муж — каштелян гнезненский Николай Тшебуховский, 3-й муж с 1563 года подкоморий хелминский Михаил Дзялинский
- Юлиана, в 1546 году судилась с сестрами из отцовского наследства